# Harkortsee
Der Harkortsee zwischen den Städten Hagen, Herdecke und Wetter ist ein vom Ruhrverband als Flusskläranlage angelegter und 1931 fertiggestellter Stausee im Verlauf der Ruhr in Nordrhein-Westfalen, Deutschland. Der Harkortsee ist einer von insgesamt sechs Ruhrstauseen. Er ist nach dem Unternehmer Friedrich Harkort benannt.

## Der See in Zahlen
Der See hat gut 3,1 Millionen Kubikmeter Stauinhalt. Seinen Beginn im Lauf des Flusses markiert der Ruhr-Viadukt zwischen Hagen und Herdecke. Sein Ende bildet ein Stauwehr unterhalb der Ruhrbrücke der B 226 zwischen Hagen und Wetter mit einer Stauhöhe von fast acht Metern. Nördlich begrenzt wird der Harkortsee von Steilhängen des Ardeygebirges, die weite Ausblicke auf die Landschaft bieten.

## Der See und seine drei Funktionen
Grundsätzlich ist der Harkortsee zur Feinreinigung des Ruhrwassers angelegt worden, insbesondere weil in der Vergangenheit sowohl Lenne als auch Volme deutlich verschmutztes Wasser eingeleitet haben. Das Hagener Klärwerk wurde in den Jahren 2003 bis 2005 modernisiert, so dass die zuvor auch von dort nach der Klärung in erheblichen Mengen eingeleiteten Restschadstoffe seither als vernachlässigbar gelten.
Ausschlaggebend für die Verbesserung der Wasserqualität in dem Stausee sind biologische Selbstreinigungsprozesse. Da sein Wasser nur sehr langsam fließt, verschlammt der Stausee. Er muss deshalb nach mehreren Jahrzehnten erneut ausgebaggert werden.
Außerdem hat er die Funktion eines Ausgleichsbeckens für den flussaufwärts gelegenen Hengsteysee mit seinem Pumpspeicherkraftwerk Herdecke. Durch dieses schwanken die Wasserspiegel der beiden Stauseen täglich. Aus dem Harkortsee wird jedoch über den Tag verteilt gleichmäßig so viel Wasser abgelassen, wie insgesamt – aber unregelmäßig – zufließt.
Von Anfang an dient der See gleichfalls der Freizeitnutzung, sowohl für Wassersport sowie der stillen Erholung am Seeufer.

## Tourismus am See
Direkt am Harkortsee liegt die in der Freiheit angesiedelte Burg Wetter und gegenüber in Hagen befindet sich das Wasserschloss Werdringen mit dem überregional bekannten Museum für Ur- und Frühgeschichte. Am Herdecker Ruhrufer befindet sich das Cuno-Kraftwerk. 
Von April bis Oktober eines Jahres verkehrt das Fahrgastschiff Friedrich Harkort auf dem See zwischen den Anlegern Strandbad Wetter und Ruhrbrücke in Herdecke. Das 27,5 Meter lange und 5,8 Meter breite Schiff wurde 1972 in der Lux-Werft gebaut und im Jahr 2002 dort generalüberholt. Im Salon und auf den Außendecks bietet es zusammen bis zu 200 Personen Platz. Des Weiteren gibt es einen Bootsverleih und einen Minigolfplatz sowie das Bouldergebiet Avalonia.

## Schutzgebiete
Aufgrund der Bedeutung für den Arten-, Natur- und Landschaftsschutz sind sowohl Seefläche als auch Uferbereiche des Harkortsees durch verschiedene Instrumente geschützt.

### Naturschutzgebiete
- Naturschutzgebiet Ehemaliger Yachthafen Harkortsee
- Naturschutzgebiet Kaisbergaue

### Landschaftsschutzgebiete
- Landschaftsschutzgebiet Harkortsee
- Landschaftsschutzgebiet Schede/Auf dem Heil/Rostesiepen/Kallenberg/Harkortberg/Harkortsee/Ruhrauen

### Fauna-Flora-Habitat-Gebiet

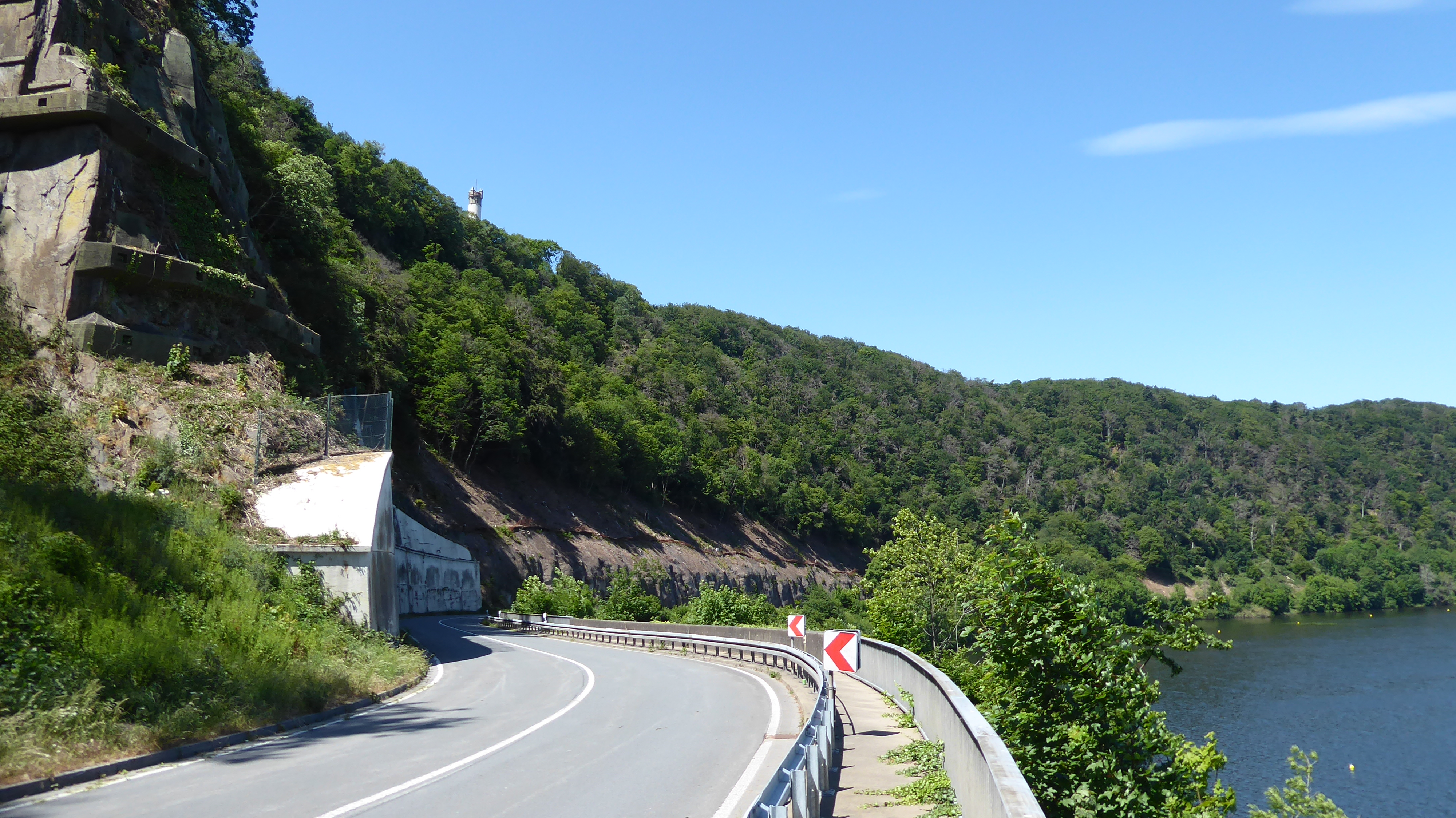
Kaiserstraße und Felsen am Harkortsee

Das FFH-Gebiet Felsen am Harkortsee mit der Gebietsnummer 4510-301 hat eine Fläche von 2,52 Hektar. Es kennzeichnet natürliche und anthropogen entstandene, aber bereits sehr natürlich entwickelte Felsgruppen am südost exponierten Berghang nördlich des Harkortsees.
Geschützt wird die Anhang-II-Art: Prächtiger Dünnfarn